# オリヴァー・バティスタ＝マイアー
オリヴァー・バティスタ＝マイアー（Oliver Batista-Meier, 2001年2月16日 - ）は、ドイツ・ラインラント＝プファルツ州カイザースラウテルン出身のサッカー選手。SSVウルム1846所属。ポジションはミッドフィールダー。

## クラブ経歴
ユース時代を地元の1.FCカイザースラウテルンで過ごしていたバティスタ＝マイアーだったが、FCバイエルン・ミュンヘンが将来性を買い2016年夏にバティスタ＝マイアーを獲得。U-19チームに配属され、2018年6月にプロ契約を締結。2018-19シーズンに傘下のFCバイエルン・ミュンヘンIIに昇格。2019-20シーズンにチームIIで18試合4ゴールを記録していたところでトップチームに昇格。2020年6月3日のフォルトゥナ・デュッセルドルフ戦でトップチームデビューを果たした。
2020年9月10日、SCヘーレンフェーンへの1年間のローン移籍が発表。19日のフォルトゥナ・シッタート戦で移籍後初ゴールを決めた。
2022年1月3日、SGディナモ・ドレスデンと2025年までの契約を締結したことが発表された。
2023年1月11日、SCフェールにローン移籍。
2024年2月1日、グラスホッパー・クラブ・チューリッヒにローン移籍。
2025年1月15日、SSVウルム1846に2年半契約で移籍した。

## 代表歴
2016年からユース世代のドイツ代表に招集され、2018年にはU-17代表でUEFA U-17欧州選手権に出場。2019年にはU-20ブラジル代表にも招集されている。

## 人物
- 父親はドイツ人だが、母親はブラジル人で、その関係でドイツ代表とブラジル代表のどちらかの代表でプレーできる権利を持っている。